# Gława
Gława (bułg. Глава) – wieś w Bułgarii, w obwodzie Plewen, w gminie Czerwen brjag. Według danych szacunkowych Ujednoliconego Systemu Ewidencji Ludności oraz Usług Administracyjnych dla Ludności, 15 czerwca 2020 roku miejscowość liczyła 1 296 mieszkańców.

## Historia
Wieś Gława powstała tuż przed upadkiem Bułgarii pod panowaniem osmańskim. W 1872 r. we wsi Gława istniała już szkoła z nauczycielem Krastjo Spasowem, który uczył 30 chłopców na trzech oddziałach.

## Archeologia
Bezpośrednio na południe od wsi znajdują się ruiny dużej osady tracko-rzymskiej, w której znaleziono późnorzymski nagrobek z łacińską inskrypcją oraz konsekrowana łacińska inskrypcja bóstwa. Na terenie wsi znajduje się kilka trackich grobowców oraz wciąż niezbadane zabytki archeologiczne.